# Václav Havel (canoist)
Václav Havel (n. 5 octombrie 1920, Praga, Cehoslovacia – d. 14 decembrie 1979, Praga, Cehoslovacia) a fost un canoist ceh din Cehoslovacia a cărui activitate competițională s-a desfășurat între sfârșitul anilor 1940 și sfârșitul anilor 1950. A fost medaliat cu argint în proba de C2 - 10000 m la Jocurile Olimpice de vară din 1948 de la Londra, a câștigat medalia de bronz în proba de C2 - 1000 m la Campionatele Mondiale de caiac canoe din 1950 de la Copenhaga și a participat de asemenea la competiții de canoe slalom, câștigând trei medalii în probele de C2 la Campionatele Mondiale de canoe slalom: două medalii de argint (la edițiile din 1957 și 1959) și o medalie de bronz (în 1951).